# La Salle County, Texas
Ett till county med samma namn hittas på LaSalle County
La Salle County är ett administrativt område i delstaten Texas, USA, som år 2010 hade 6 886 invånare. Den administrativa huvudorten (county seat) är Cotulla. 

## Geografi
Enligt United States Census Bureau har countyt en total area på 3 869 km². 3 856 km² av den arean är land och 13 km² är vatten.

### Angränsande countyn
- Frio County - norr
- Atascosa County - nordost
- McMullen County - öster
- Webb County - söder
- Dimmit County - väster